# HEX
HEX também conhecida como BP RaNia-HEX é a primeira subunidade do grupo RaNia, foi formada  pela Dr Music em 2015, composta pela membro estadunidense Alex Reid e pela sul-coreana Kim hyeme. Elas lançaram o single " No Dab ", em agosto de 2017. a musica mais tarde foi adiciona ao album principal do. Alex era responsável pelo rap da canção, enquanto as partes vocais ficava por conta de Hyeme. a Dupla chegou ao fim após a saida de Alex da empresa e do grupo no mesmo ano 

## Membros
- Alex (em coreano: 알렉스), nascida Alex Reid (em coreano: 알렉스라리드) em 5 de março de 1992 em Lawrence, Kansas, Estados Unidos.
- Hyemi (em coreano: 혜미), nascida Kim Hye Mi (em coreano: 김혜미) em 22 de dezembro de 1995  em Gimpo, Gyeonggi, Coreia do Sul.[87] [5]

## Referencias
1. ↑  http://www.xportsnews.com/jenter/?ac=article_view&entry_id=654544&_REFERER=http://search.naver.com/search.naver?where=nexearch&query=%25EB%259D%25BC%25EB%258B%2588%25EC%2595%2584&sm=top_hty&fbm=1&ie=utf8
2. ↑  https://revistakoreain.com.br/2016/06/arquivokin-revelada-entrevista-exclusiva-com-o-grupo-rania-ainda-com-6-integrantes/
3. ↑  https://us.blastingnews.com/showbiz-tv/2017/08/bp-rania-comeback-k-pop-fans-think-alex-has-left-dr-musics-girl-group-001891563.html
4. ↑  https://www.allkpop.com/article/2016/12/rania-start-a-fire-in-upcoming-mv-teaser-as-bp-rania
5. ↑  https://www.koreaboo.com/article/111468/